# Norwegische Meisterschaften im Biathlon 1970
Die norwegischen Meisterschaften im Biathlon 1970 fanden am 7. und 8. Februar 1970 im Ort Heimdal im Süden von Trondheim statt. Ausgetragen wurden ein Einzelwettkampf über 20 Kilometer sowie ein Staffelrennen mit vier Startern pro Team.
Erstmals wurde Kjell Hovda norwegischer Meister im Einzel, die schnellste Kurszeit setzte der achtplatzierte Ola Wærhaug. Die Juniorenwettkämpfe gingen an Tommy Bjørnådal und Torstein Dynna.

## Männer

### Einzel (20 km)
| Platz | Starter          | Verein    | Zeit      | Treffer |
| ----- | ---------------- | --------- | --------- | ------- |
| 1     | Kjell Hovda      | Hvalsmoen | 1:21:39 h | 17      |
| 2     | Ivar Nordkild    | Bjerkvik  | 1:22:31 h | 18      |
| 3     | Esten Gjelten    | Tolga     | 1:22:58 h | 16      |
| 4     | Magnar Solberg   | Trondheim | 1:23:00 h | 15      |
| 5     | Ragnar Tveiten   | OPIL      | 1:24:39 h | 14      |
| 6     | Tor Svendsberget | Sjølisand | 1:24:58 h | 14      |
| 7     | Lars Tørresvold  | Glåmos    | 1:25:15 h | 18      |
| 8     | Ola Wærhaug      | Skedsmo   | 1:25:18 h | 12      |
| 9     | Egil Nygård      | Tolga     | 1:25:19 h | 18      |
| 10    | Kåre Hovda       | Rødberg   | 1:26:48 h | 14      |

Start: 7. Februar 1970

### Staffel (4 × 7,5 km)
| Platz | Starter                                                        | Region        | Zeit      |
| ----- | -------------------------------------------------------------- | ------------- | --------- |
| 1     | Kåre Hovda Odd Lunde Ragnar Tveiten Kjell Hovda                | Numedal       | 2:08:50 h |
| 2     | Torgeir Tallerås Per Johan Husom Lars Tørresvold Esten Gjelten | Nord-Østerdal | 2:10:27 h |
| 3     | Øystein Roland Iver Odlo Jonas Roland Bernt Rønningen          | Gudbrandsdal  | 2:17:55 h |

Start: 8. Februar 1970